# Sinar Marga
Sinar Marga is een bestuurslaag in het regentschap Ogan Komering Ulu Selatan van de provincie Zuid-Sumatra, Indonesië. Sinar Marga telt 1708 inwoners (volkstelling 2010).